# Deim Zubeir
Deim Zubeir, del árabe ديم الزبير (“Daim az-Zubayr”), traducido normalmente como Campo de Zubeir, es una localidad situada en el estado de Lol, en la región de Bar el Gazal, en Sudán del Sur. Lol es uno de los 28 estados en que se dividió el país en 2015 para atender a las necesidades de las etnias, suprimiendo los diez estados anteriores. Posteriormente, los estados aumentaron a 32. La capital del estado es Raga. El nombre de Deim Zubeir admite numerosas variables: Dem, Dehm, Deym, Dam, Daym o Daim, y Zubair, Zubayr, Zoubair, Zoubeir, Zoubayr, Zobeir, Ziber, Zebehr o Zubier.
Deim Zubeir se encuentra a 70 km de la frontera con la República Centroafricana y 675 km de Juba, en el condado de Raga, y es conocido como uno de los centros de la esclavitud más importantes del siglo XIX, aunque se practica en este lugar desde los tiempos de los faraones. Es un área ocupada por tres etnias, balanda, gbaya y azande, La primera se encuentra preferentemente en la República Democrática del Congo y en la República Centroafricana, las otras en Sudán del Sur. Los locales llaman a la ciudad Uyujuku, pero se impuso el nombre de Zubeir por el comerciante Zubeir Rahma Mansur, que vino del norte de Sudán a recoger marfil y se vio envuelto en el tráfico de esclavos. En 1866, Zubeir se alió con los árabes para proteger el paso de las caravanas de esclavos a través del territorio de Kordofán, en el centro de Sudán. Zubeir creó un imperio de la esclavitud con un ejército de no menos de un millar de hombres para el rapto y la venta de cerca de dos mil esclavos anuales desde ese lugar. Construyó una fortificación donde encerrar a los esclavos a la espera de ser transportados y vendidos a las élites especialmente en el periodo otomano entre 1821 y 1877. La esclavitud continuó clandestinamente cuando se prohibió, y Zubeir colaboró con el Imperio británico para mantener el orden de la región. El área de Uyujuku está propuesta como patrimonio de la Humanidad por la ONU.